# Iugoslavia, sângeroasa destrămare
Iugoslavia, sângeroasa destrămare este o carte care descrie evoluția Iugoslaviei de la apariția slavilor în Balcani până la războaiele care au destrămat federația. Cartea a fost publicată în 1994 de C.I. Christian iar prefața asigurată de Adrian Păunescu. Acesta din urmă comenta legat de numele autorului că „mă face să cred că este un pseudonim, prin sonoritatea sa «christiană» acoperind prea bine altarul creștin al tragediei iugoslave, ca să fie întâmplătoare existența lui.” Tot acesta afirma despre carte că „e o carte pro-sârbească. Dar ea nu apare pe un teren gol. Ea vine să echilibreze, în mintea cititorului milioanele de informații anti-sârbești care plutesc în toate articulațiile atmosferei politice europene.”